# البزازي
حافظ الدين محمد بن محمد بن شهاب بن يوسف الكردي الخوارزمي الشهير بالبزازي (؟؟؟؟ -827 هـ)، فقيه حنفي أصله من «كردر» من نواحي خوارزم، برع في الأصول حتى ذاع صيته، اشتهر بفتاويه وخاصة فتواه بتكفير تيمورلنك، وتعرف بالفتاوى البزازية، وله مصنفات منها مناسك الحج وآداب القضاة وتعريفات الأحكام وغيرها من الكتب.

## مؤلفاته
- «الجامع الوجيز»، فتاوى في فقه الحنفية، وهو مطبوع.
- «المناقب الكردرية»، في سيرة الإمام أبي حنيفة، وهو مطبوع.
- «رسالة في تحقيق الذكر الجهري».
- «مختصر في بيان تفريعات الاحكام».
- «آداب القضاء».